# Knöleuforbia
Knöleuforbia (Euphorbia loricata) är i växtart inom familjen Törelväxter som förekommer naturligt i västra Kapprovinsen i Sydafrika. I Sverige odlas arten ibland som krukväxt.

## Beskrivning
Knöleuforbia är en suckulent buske som grenar sig från basen. Stammarna upprätta, de blir cirka en meter långa och 1,2 centimeter i diameter. På stammarna sitter knölar i spiral med kvarsittade, stela kortskott. Bladen är först mörkt gröna men blir ljusgröna med tiden. De är linjära, oskaftade och upp till 7,5 centimeter långa, 6 millimeter breda och sitter samlade i spetsen av stammarna. Blomställningen är ett enkelt knippe som sitter på 1,2–5 centimeter långa stjälkar. Högbladen är tre, ovala och gröna, till 8 millimeter lång och 5 millimeter breda, samlade kring ett cyatium som blir 6 millimeter i diameter, nektarier är avlånga, gröna eller gulgröna, senare röda. Frukterna är runda, 7 millimeter i diameter, nästan skaftlösa. Fröna är äggformade, skrynkliga och 3 millimeter stora. 

## Etymologi
Artepitetet kommer av latinets "lorica", bröstharnesk och syftar till stammarnas skyddande knölar.